# Filip Bajković
‎
Filip Bajković, črnogorski komunist, pravnik, politik, partizan, general in narodni heroj, * 20. maj 1910, Kairo, Egipt, † 15. februar 1985.

## Življenjepis
Rezervni general JLA Bajković je v NOBu zasedal razne vojaške in politične položaje.
Bajković je bil:
- predsednik Izvršnega sveta LR Črne gore (16. december 1951 – 12. julij 1962) in
- predsednik Ljudske skupščine LR Črne gore (12. junij 1962 – 5. maj 1963).